# أحمد بن علي البوني
أبي العباس أحمد بن علي بن يوسف البوني المالكي (بحدود 520 هـ - 622 هـ)  هو عالم رياضيات وفيلسوف إسلامي صوفي. لا يُعرف عنه سوى القليل جدًا. ولد في مدينة بونة ب‍المغرب الأوسط (الجزائر حاليًا) وعاش في مصر وتوفي بالقاهرة. استعملت كتبه حتى القرن الواحد والعشرين منها سر الحكم وشمس المعارف الكبرى.

## مؤلفاته

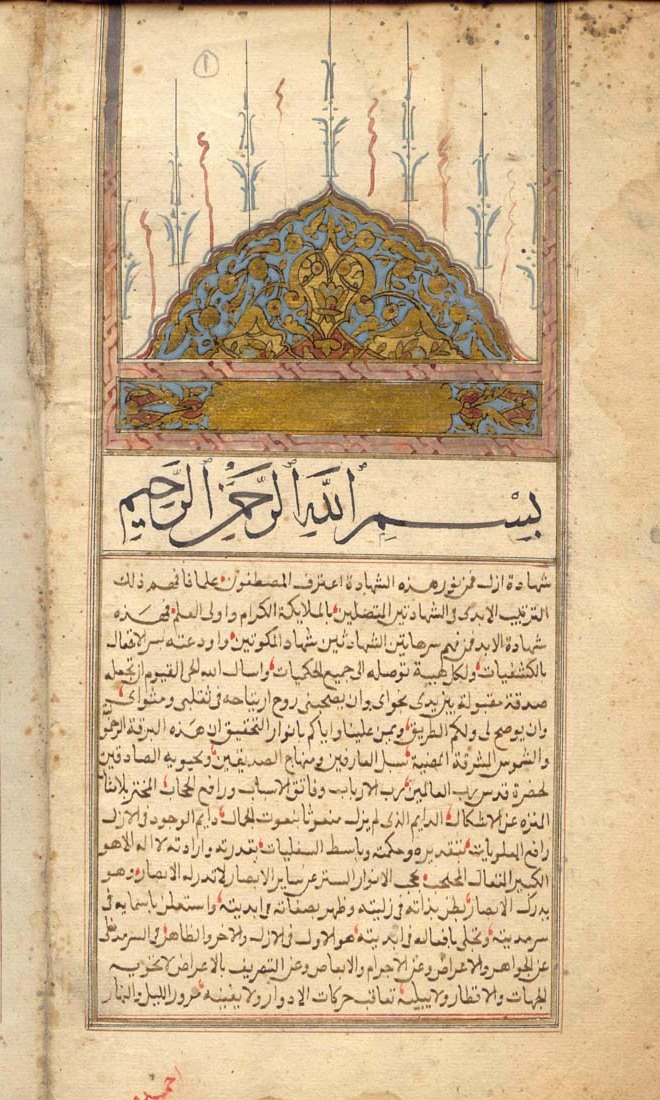
مخطوطة "شمس المعارف الكبرى"، من أشهر أعمال البوني

صنف الشهاب البوني ما يقرب من 40 كتاباً، منها:
1. كتاب في الوعظ، يتداوله الناس في أفريقيا كما يتداولون كتب ابن الجوزي في المشرق.
2. شرح أسماء الله الحسنى في مجلدين كبيرين، قال المقريزي: ضمنه فوائد حسنة.
3. كتاب شمس المعارف الكبرى
4. كتاب اللمعة النورانية.
5. كتاب الأنماط.

وبقية أسماء مؤلفات البوني مذكورة في «هدية العارفين» و«كشف الظنون»، وذكر النبهاني في «جامع كرامات الأولياء» أن أبا العباس المرسي أخذ عن البوني، وهو صوفي.